# 黃小鳳
黃小鳳，中國廣東省廣州市的粵劇全女班之正印花旦。
黃小鳳曾參予「金鏡鐸班」在1920年初期在上海及天津演出，最初的正印花旦是張淑勤，然而她的合約期滿後，轉到暹羅演出，自此易角讓黃小鳳當正印花旦。那時一位上海富翁劉先生對黃小鳳作出追求，送她6,000元的鑽石戒指，希望金屋藏嬌，然而最終因年齡相差而告摧。
黃小鳳的「鏡花影班」在1921年3月23日(星期五)晚上開始，在香港島的太平戲院演出新編粵劇《情海雙環》，標榜布景華麗，非凡悅目。
1921年9月，黃小鳳在中華民國廣東省的省會廣州市之「南關戲院」演出粵劇《夜送寒衣》，被黎耀民呈請廣州市教育局以「淫戲」禁止，結果該戲被禁，另傳黃小鳳訊問。
黃小鳳自廣東省廣州市的粵劇全女班衰落後，即到美洲的古巴之哈瓦那等地繼續演出粵劇，黃小鳳搭乘「加蘭總統」輪船的頭等位20號房在1927年7月19日(星期日)返抵香港。

## 電影
- 黃小鳳曾在香港導演關文清的「抗戰三部曲」的第一部《抵抗》(1936年12月)，客串戲中戲，獨唱粵劇《後庭春》。

## 外部連結
- 香港電影資料館：黃小鳳參演電影的記錄[永久]